# Соул, Джереми
Джереми Соул (англ. Jeremy Soule, род. 1975, Киокак, Айова) — американский композитор, известный созданием музыки для компьютерных игр и фильмов.

## Биография
Джереми Соул родился в семье художницы и учителя музыки в 1975 году в городе Киокак, штат Айова. Заниматься музыкой он начал в четыре года, примерно в этом же возрасте написал свою первую композицию. В двенадцать лет Джереми начал изучать музыку с университетскими преподавателями, попутно совершенствуя навыки игры на пианино и скрипке в симфоническом оркестре. Помимо музыки у Джереми было ещё одно хобби — видеоигры. Он играл сразу на четырёх платформах (Atari 2600, Atari 7800, NES и Sega Master System) и постепенно стал задумываться о том, почему в играх нет оркестровой музыки.
В 19 лет Джереми переехал в Сиэтл и устроился в местное отделение SquareSoft. Джереми продолжал выполнять многочисленные тестовые задания и, чтобы казаться взрослым, отрастил бороду. В конце концов он был принят на работу и начал работать над своей первой игрой — The Secret of Evermore. Позже SquareSoft переехала в Лос-Анджелес, а Джереми устроился в компанию Humongous Entertainment, состоявшую на тот момент из трёх человек и включавшую компанию Cavedog Entertainment и разрабатывавшую стратегию в реальном времени Total Annihilation. Несмотря на финансовые трудности, Джереми уговорил руководство выделить деньги на создание оркестровой музыки.
Вышедшая 1997 году Total Annihilation оказалась успешной, а Джереми Соул в один миг превратился в известнейшего композитора. Его музыку можно услышать в таких играх, как Star Wars: Knights of the Old Republic, Icewind Dale, Neverwinter Nights, Dungeon Siege, The Elder Scrolls III: Morrowind, The Elder Scrolls IV: Oblivion, The Elder Scrolls V: Skyrim, Warhammer 40,000: Dawn of War, Prey, Guild Wars и многих других. В 2007 году за саундтрек к TES 4: Oblivion Джереми получил MTV Video Music Award.

## Работы

### Видеоигры
- Secret of Evermore (1995)
- Freddi Fish & Luther’s Maze Madness (1996)
- Freddi Fish & Luther’s Water Worries (1996)
- Pajama Sam: No Need to Hide When It’s Dark Outside (1996)
- Putt-Putt and Pep’s Dog On a Stick (1996)
- Putt-Putt Travels Through Time (1996)
- Total Annihilation (1997)
- Freddi Fish 3: The Case of the Stolen Conch Shell (1997)
- Pajama Sam’s SockWorks (1997)
- Young Dilbert Hi-Tech Hijinks (1997)
- Total Annihilation: Core Contingency (1998)
- Pajama Sam: Lost and Found (1998)
- Spy Fox Cheese Chase (1998)
- Spy Fox in "Dry Cereal" (1998)
- Total Annihilation: Kingdoms (1999)
- Icewind Dale (2000)
- Giants: Citizen Kabuto (2000)
- Rugrats Totally Angelica Boredom Buster (2000)
- Amen: The Awakening (прервано в 2000)
- Beauty and the Beast (2000)
- Putt-Putt’s One-Stop Fun Shop (2000)
- Icewind Dale: Heart of Winter (2001)
- Azurik: Rise of Perathia (2001)
- Baldur's Gate: Dark Alliance (2001)
- Harry Potter and the Philosopher’s Stone (2001)
- Final Four 2002 (2001)
- Rugrats in Paris: The Movie (2001)
- Harry Potter and the Chamber of Secrets (2002)
- Dungeon Siege (2002)
- The Elder Scrolls III: Morrowind (2002)
- Natural Selection (2002)
- Neverwinter Nights (2002) (музыка позже использована в Neverwinter Nights 2)
- SOCOM: U.S. Navy SEALs (2002)
- Star Wars: Bounty Hunter (2002)
- Magic School Bus Explores the World of Animals
- Harry Potter: Quidditch World Cup (2003)
- Sovereign (прервано в 2003)
- Star Wars: Knights of the Old Republic (2003) (музыка позже использована в Star Wars: Knights of the Old Republic II: The Sith Lords)
- Impossible Creatures (2003)
- Unreal II (2003)
- Dungeon Siege: Legends of Aranna (2003)
- Armies of Exigo (2004)
- Harry Potter and the Prisoner of Azkaban (2004)
- Lemony Snicket’s A Series of Unfortunate Events (2004)
- Warhammer 40,000: Dawn of War (2004)
- Kohan II: Kings of War (2004)
- Guild Wars Prophecies (2005)
- Harry Potter and the Goblet of Fire (2005)
- Dungeon Siege II (2005)
- Company of Heroes (2006)
- Company of Heroes: Opposing Fronts (2007)
- Company of Heroes: Tales of Valor (2009)
- Warhammer: Mark of Chaos (2006)
- The Elder Scrolls IV: Oblivion (2006)
- Prey (2006)
- Guild Wars Factions (2006)
- Guild Wars Nightfall (2006)
- Guild Wars Eye of the North (2007)
- Supreme Commander (2007)
- Supreme Commander: Forged Alliance (2007)
- Ил-2 Штурмовик: Крылатые хищники (2009)
- Order of War (2009)
- zOMG! (2009)
- Metal Gear Solid: Peace Walker (2010) — вместе с другими
- The Elder Scrolls V: Skyrim (2011)
  - включая получившую большую популярность музыкальную тему «Dragonborn»
- Deep Black (2011)
- Otomedius Excellent (2011) — вместе с другими
- Guild Wars 2 (2012)
- World of Warcraft: Mists of Pandaria (2012)
- War Thunder (2012) — вместе с Захаром Антоновым и Георгием Жеряковым
- The Elder Scrolls Online (2014) — заглавная тема
- Dota 2 (2015) — набор музыки International 2015 (продюсер)

### Другие работы
- The Walk — фильм
- Ecstasy — спектакль
- Storyeum — спектакль
- «Passion is Everywhere» — международная рекламная кампания
- Journey Toward Creation (2003) — фильм
- 2003 MTV Movie Awards (2003) — наградное шоу
- C.S. Lewis: Beyond Narnia (2005) — документальный фильм
- Хроники Нарнии: Лев, колдунья и платяной шкаф (фильм, 2005) — заглавная тема[источник не указан 3411 дней]
- Beyond the Yellow Brick Road: The Making of Tin Man (2007) — фильм
- Florence Nightingale (2008) — фильм
- The Offering (2009) — фильм
- Dracula’s Stoker (2009) — фильм
- Witch Creek (2010) — фильм

## Награды
| Год  | Награда                                | Номинация                                                   | Работа                                   | Результат   |
| ---- | -------------------------------------- | ----------------------------------------------------------- | ---------------------------------------- | ----------- |
| 1997 | GameSpot                               | Лучшая музыка                                               | Total Annihilation                       | Награждён   |
| 2000 | IGN                                    | Лучшее использование звука                                  | Icewind Dale                             | Награждён   |
| 2000 | GameSpot                               | Лучшая музыка                                               | Icewind Dale                             | Награждён   |
| 2001 | Academy of Interactive Arts & Sciences | Выдающиеся достижения в оригинальной музыкальной композиции | Harry Potter and the Philosopher’s Stone | Номинирован |
| 2002 | Academy of Interactive Arts & Sciences | Выдающиеся достижения в оригинальной музыкальной композиции | The Elder Scrolls III: Morrowind         | Номинирован |
| 2003 | BAFTA                                  | Высшая оценка в категории игровой музыки                    | Harry Potter and the Chamber of Secrets  | Награждён   |
| 2004 | BAFTA                                  | Высшая оценка в категории игровой музыки                    | Harry Potter and the Prisoner of Azkaban | Номинирован |
| 2006 | BAFTA                                  | Высшая оценка в категории игровой музыки                    | The Elder Scrolls IV: Oblivion           | Номинирован |
| 2006 | Academy of Interactive Arts & Sciences | Выдающиеся достижения в оригинальной музыкальной композиции | The Elder Scrolls IV: Oblivion           | Номинирован |
| 2006 | MTV Video Music Awards                 | Высшая оценка видеоигры                                     | The Elder Scrolls IV: Oblivion           | Награждён   |
| 2006 | Official Xbox Magazine                 | Саундтрек года                                              | The Elder Scrolls IV: Oblivion           | Награждён   |